# ستيفي ديفيز
ستيفي ديفيز (بالإنجليزية: Stevie Davies)‏‏ (1946 في ساليسبري - ) روائية، وكاتبة سير، وكاتِبة، ومحاضرة من المملكة المتحدة.

## الجوائز
- زميل في الجمعية الملكية للأدب